# I miei vicini Yamada
I miei vicini Yamada (ホーホケキョとなりの山田くん?, Hōhokekyo tonari no Yamada-kun, lett. "Gli Yamada, cinguettanti vicini") è un film d'animazione del 1999 scritto e diretto da Isao Takahata.
Il lungometraggio, prodotto dallo Studio Ghibli e basato sul manga yonkoma Nono-chan (ののちゃん?) di Hisaichi Ishii, è uscito nelle sale giapponesi due anni dopo Princess Mononoke. In Italia è stato distribuito direttamente in home video il 6 aprile 2016 da Lucky Red.

## Trama
Il film è composto da una serie di scene di vita quotidiana di una "normale" famiglia giapponese, la famiglia Yamada, anche se tali scene potrebbero ripetersi in qualsiasi famiglia, non solo giapponese. La famiglia Yamada è composta da: Takashi e Matsuko (marito e moglie), Shige (la madre di Matsuko), Noboru (di circa 13 anni, il figlio), Nonoko (di circa 7 anni, la figlia) e Pochi (il cane di famiglia). Ognuna delle scene è preceduta da un titolo e rappresenta tipiche scene quotidiane, come faccende domestiche, i rapporti tra padre e figlio o marito e moglie, l'incontro con la prima fidanzata e molti altri. Shige dà consigli e proverbi a tutti i membri della famiglia e ha una grande forza di carattere, mentre  il rapporto di Takashi e Matsuko è spesso al centro degli episodi, le loro rivalità, le discussioni su cosa guardare alla televisione, le loro frustrazioni e le loro difficoltà, ma il tema dominante è il loro amore reciproco nonostante i difetti e il loro desiderio di essere i migliori genitori possibili per i loro figli. Nella scelta delle scene e nel modo in cui vengono dipinte c'è da un lato del realismo condito dell'umorismo tipico dei film dello Studio Ghibli, ma dall'altro lato appare anche la volontà di mostrare come una famiglia "dovrebbe" vivere insieme per funzionare.

## Colonna sonora
La colonna sonora è stata composta da Akiko Yano ed è caratterizzata da segmenti molto brevi al pianoforte, invece che da lunghi temi orchestrali, un'ulteriore distinzione del film dal resto della filmografia Ghibli.
CD 1
1. Theme I: And So It Begins – 1:45
2. Joyous Music I: Going Forward with Reckless Abandon – 0:26
3. Cuckoo I: Not Like the Main Title – 0:28
4. Estratto dal Notturno N.1 in La Minore di Chopin, Op. 9 – 4:13
5. Estratto dalla sinfonia N. 5 di Mahler, 1st Movimento,Marcia funerale – 0:29
6. Estratto dalla marcia nuziale di Mendelsson – 4:22
7. I miei vicini gli Yamada" Tema principale (versione orchestrale) – 3:34
8. Happy Bridge – 0:21
9. Evening Waltz Theme (versione orchestrale) – 1:43
10. Lively BGM – 3:21
11. The Dog's Policeman – 2:25
12. Troubles (BGM I) – 1:08
13. Troubles (BGM II) – 0:24
14. Sunset Scamper – 1:01
15. Theme II: Thank Goodness – 1:11
16. Shut Up and Bring It Here! – 0:34
17. Joyous Music II: Please, Stop Pushing, Right Now! – 0:52
18. Cuckoo II: Oh, Welcome Home – 0:29
19. Happy Bridge II – 0:15
20. Takashi and Matsuko's Tango – 0:59
21. Pom Poko Tanuki Band (Wakaya Rakudan) – 1:13
22. Joyous Music III: A Happy Mouth – 0:25
23. A Father's Sorrow – 0:39
24. Paradise of Freedom – 0:23
25. Estratto dalla sinfonia N. 1 di Mahler, "Titano", quarto movimento – 3:32
26. Theme III: Spring Rain – 3:32
27. Cuckoo III – 0:28
28. Cuckoo IV: The Correct Answer – 0:26
29. Cuckoo V – 0:25

CD 2
1. Round of Forgotten Things I: Morning Blessings – 1:16
2. Round of Forgotten Things II: Morning Blessings – 1:19
3. Cherry Cherry – 0:45
4. Estratto dall'Adagio di Albinoni – 2:07
5. Young People – 1:42
6. Cuckoo VI: Summer Dreams – 0:28
7. Joyous Music III: School is Fun – 0:50
8. Exciting BGM – 0:45
9. Telephone Line (Akiko Yano) – 2:56
10. Bach: Preludio e Fuga N.8 in Re Minore – 4:14
11. Cheerful Music III: Going My Way – 1:16
12. Round of Forgotten Things: Bridge – 0:28
13. Round III of Forgotten Things: Good Advice – 0:36
14. The Masked Moonbeam Theme Song, "Who is the Masked Moonbeam? (Yoshiko Kondou) – 3:24
15. Broken Dreams – 0:24
16. "Sinfonia dei giocattoli" di Mozart, Movimento N. 2 – 2:27
17. Que Sera, Sera (Whatever Will Be, Will Be) – 3:20
18. Quit Being Alone[1] – 3:55

## Differenze stilistiche
Lo stile dell'animazione si differenzia da quello degli altri film dello studio e le scene sembrano essere riprese direttamente da un manga. Le geometrie solo in apparenza semplici e i colori acquerellati dei personaggi sono stati ottenuti sostituendo la tradizionale colorazione a mano di ogni fotogramma con la colorazione digitale. Il film è quindi il primo prodotto Ghibli dove l'animazione al computer è stata utilizzata in maniera preponderante.

## Accoglienza
Il film è uscito in Giappone il 17 luglio 1999. È l'unico film prodotto dalla Ghibli a non essere distribuito da Toho o da Toei Company.
Il film ha ricevuto recensioni positive, con elogi per lo stile visivo unico, l'umorismo e lo sguardo sulla vita familiare suburbana giapponese. Sull'aggregatore di recensioni Rotten Tomatoes, I miei vicini Yamada ha ottenuto un punteggio di approvazione del 78% basato su 9 recensioni e una valutazione media di 7.1/10. Ryan Lambie di Den of Geek ha assegnato al film quattro stelle e ha affermato: "Chiunque si aspetti la sublime bellezza di una tipica produzione dello Studio Ghibli sarà probabilmente un po’ confuso dalla mondanità degli Yamada, ma c'è una calma rilassante nelle loro lotte quotidiane, un senso di tranquillità simile agli haiku." Empire gli ha assegnato una valutazione di quattro stelle e ha descritto il film come "un'opera episodica che scambia le linee narrative per una serie di osservazioni comiche sulle dinamiche familiari. Spiritoso, giocoso e stupendo da guardare." Sam Sewell-Peterson del The Film Magazine ha elogiato il film e lo ha definito "un balsamo lenitivo, uno sguardo tranquillo e piacevole alla mondanità domestica.
Nonostante le recensioni positive, il film non è stato un successo al botteghino in Giappone, a differenza di altri film Ghibli.

## Home media
Il film è stato pubblicato in VHS e DVD in Giappone da Buena Vista Home Entertainment Japan il 17 novembre del 2000. È il primo film dello Studio Ghibli pubblicato in DVD.

## Riconoscimenti
I miei vicini Yamada ha ricevuto un Excellence Award per l'animazione al Giappone Media Arts Festival del 1999.